# Malibu (Album)
Malibu ist das zweite Studioalbum des US-amerikanischen Rappers und Sängers Anderson .Paak. Es erschien am 15. Januar 2016 über die Labels Steel Wool, OBE, Art Club und Empire Distribution.

## Titelliste
1. The Bird – 3:37
2. Heart Don’t Stand a Chance – 5:12
3. The Waters (feat. BJ the Chicago Kid) – 2:54
4. The Season / Carry Me – 5:28
5. Put Me Thru – 2:40
6. Am I Wrong (feat. Schoolboy Q) – 4:13
7. Without You (feat. Rapsody) – 3:19
8. Parking Lot – 3:54
9. Lite Weight (feat. The Free Nationals United Fellowship Choir) – 3:26
10. Room in Here (feat. The Game und Sonyae Elise) – 3:59
11. Water Fall (Interluuube) – 1:58
12. Your Prime – 3:57
13. Come Down – 2:56
14. Silicon Valley – 4:04
15. Celebrate – 3:46
16. The Dreamer (feat. Talib Kweli und Timan Family Choir) – 5:39

## Rezeption

### Kritiken
Die E-Zine Laut.de bewertete Malibu mit vier von möglichen fünf Punkten. Aus Sicht der Redakteurin Dani Fromm wandele Anderson .Paak „in einer Weise grazil durch die schwammigen Grenzgebiete von R'n'B und Hip Hop“, dass es nicht verwundere, dass „ihm die Fans aus beiden (und noch ganz anderen) Lagern scharenweise nachlaufen.“ Der Sänger stehe „musikalisch wie stimmlich wie inhaltlich“ im „krassest möglichen Gegensatz zu den Heerscharen an R'n'B-Interpreten.“ Dabei besitze die „gerade in höheren Tonlagen zunehmend kratzigere Stimme“ einen „immensen Wiedererkennungswert.“ Auch der Übergang vom Gesang zum Rap erfolge nahtlos. Mit BJ the Chicago Kid, Rapsody, The Game, Talib Kweli und ScHoolBoy Q versammele Malibu namhafte Gastmusiker. Dennoch hinterlasse das Album „das Gefühl, dass Anderson .Paak die Platte auch ganz alleine hätte wuppen können.“

### Bestenliste
In der Liste der besten „Hip Hop-Alben des Jahres“ 2016 von Laut.de wurde Malibu auf Rang 25 platziert. So sei Anderson .Paak seit seinen sechs Beiträgen auf Dr. Dres Studioalbum Compton auf der „Hypewelle“ geschwommen. Mit Malibu exerziere der Sänger „nun perfekt vor, wie man die Gunst der Stunde“ nutze.

## Kommerzieller Erfolg

### Chartplatzierungen
Malibu erreichte Platz 79 der US-amerikanischen Billboard 200. Nach einer Woche verließ es die Album-Charts der Vereinigten Staaten wieder. In Kanada belegte das Album Rang 88. Mit Platz 33 in der Schweiz und Platz 92 in Frankreich konnte sich Malibu auch in europäischen Hitparaden positionieren.
| ChartsChartplatzierungen       | Höchstplatzierung | Wochen |
| ------------------------------ | ----------------- | ------ |
| Schweiz (IFPI)                 | 33 (1 Wo.)        | 1      |
| Vereinigte Staaten (Billboard) | 79 (4 Wo.)        | 4      |

### Auszeichnungen für Musikverkäufe
| Land/Region                  | Auszeichnungen für Musikverkäufe (Land/Region, Auszeichnung, Verkäufe) | Verkäufe |
| ---------------------------- | ---------------------------------------------------------------------- | -------- |
| Neuseeland (RMNZ)            | Platin                                                                 | 15.000   |
| Vereinigte Staaten (RIAA)    | Gold                                                                   | 500.000  |
| Vereinigtes Königreich (BPI) | Silber                                                                 | 60.000   |
| Insgesamt                    | 1× Silber · 1× Gold · 1× Platin ·                                      | 560.000  |